# Emil Ungureanu
Emil Ungureanu (ur. 1 listopada 1936 w Târgu Jiu, zm. 2012) – rumuński szachista i sędzia klasy międzynarodowej, mistrz międzynarodowy od 1978 roku.

## Kariera szachowa
W drugiej połowie lat 60. i w latach 70. XX wieku należał do ścisłej czołówki rumuńskich szachistów. Wielokrotnie startował w finałach indywidualnych mistrzostw kraju, zdobywając 3 medale: dwa srebrne (1968, 1971) oraz brązowy (1975). Pomiędzy 1968 a 1972 r. trzykrotnie reprezentował narodowe barwy na szachowych olimpiadach (za każdym razem rumuńscy szachiści zajmowali miejsca w pierwszej dziesiątce). Był również dwukrotnym (1973, 1977) uczestnikiem drużynowych mistrzostw Europy, w 1977 r. zdobywając srebrny medal za indywidualny wynik na VIII szachownicy. Brał również kilkukrotnie udział w drużynowych mistrzostwach państw bałkańskich, dwukrotnie zdobywając złote medale (1971, 1977) oraz medal srebrny (1978).
Odniósł turniejowe zwycięstwa w Bukareszcie (1960), Sinai (1961), Sybinie (1970), Krajowej (1971), Oradei (1973) oraz Braszowie (1974). W 1977 r. podzielił IV m. (za Ratmirem Chołmowem, Nikoła Pydewskim i Vlastimilem Jansą, wspólnie z Miodragiem Todorceviciem) w kołowym turnieju w Timișoarze. W 1999 r. w otwartym turnieju rozegranym w mieście podzielił I m. (wyprzedzając m.in. Cristinę-Adelę Foisor).
Najwyższy ranking w karierze osiągnął 1 lipca 1972 r., z wynikiem 2410 punktów zajmował wówczas 7. miejsce wśród rumuńskich szachistów.